# BMW U06
Der BMW U06 ist die zweite Generation des Kompaktvans 2er Active Tourer des deutschen Automobilherstellers BMW.

## Modellgeschichte

### Allgemeines
Die zweite Generation des 2er Active Tourers wurde im Oktober 2021 vorgestellt. Die Produktion startete im November 2021 im BMW-Werk Leipzig. Der Marktstart für die Modelle mit Verbrennungsmotor erfolgte im Februar 2022, die PHEV-Modelle folgten im Juli 2022. Zum November 2023 erhielt dieser 2er den weiterentwickelten iDrive mit Schnellauswahl QuickSelect und das Operating System 9 von BMW.

### Karosserie
Der Van basiert auf der BMW UKL-Plattform 2. Die Außenmaße der aerodynamisch überarbeiteten Karosserie nahmen bei gleichem Radstand etwas zu, wobei die Länge deutlich unter der längeren siebensitzigen Variante Gran Tourer, die keinen Nachfolger bekam, bleibt. Sie ist auch kürzer als ein VW Touran. Der Wagen hat einen Strömungswiderstandskoeffizienten (cw) von 0,26. Dazu tragen eine aktive in zehn Stufen regelnde Luftklappensteuerung in der BMW-Niere und im unteren Einlass der Frontschürze, Air Curtains außen in der Frontschürze, flächenbündig integrierte Türgriffe sowie die Heckschürze ohne sichtbare Auspuffenden bei.

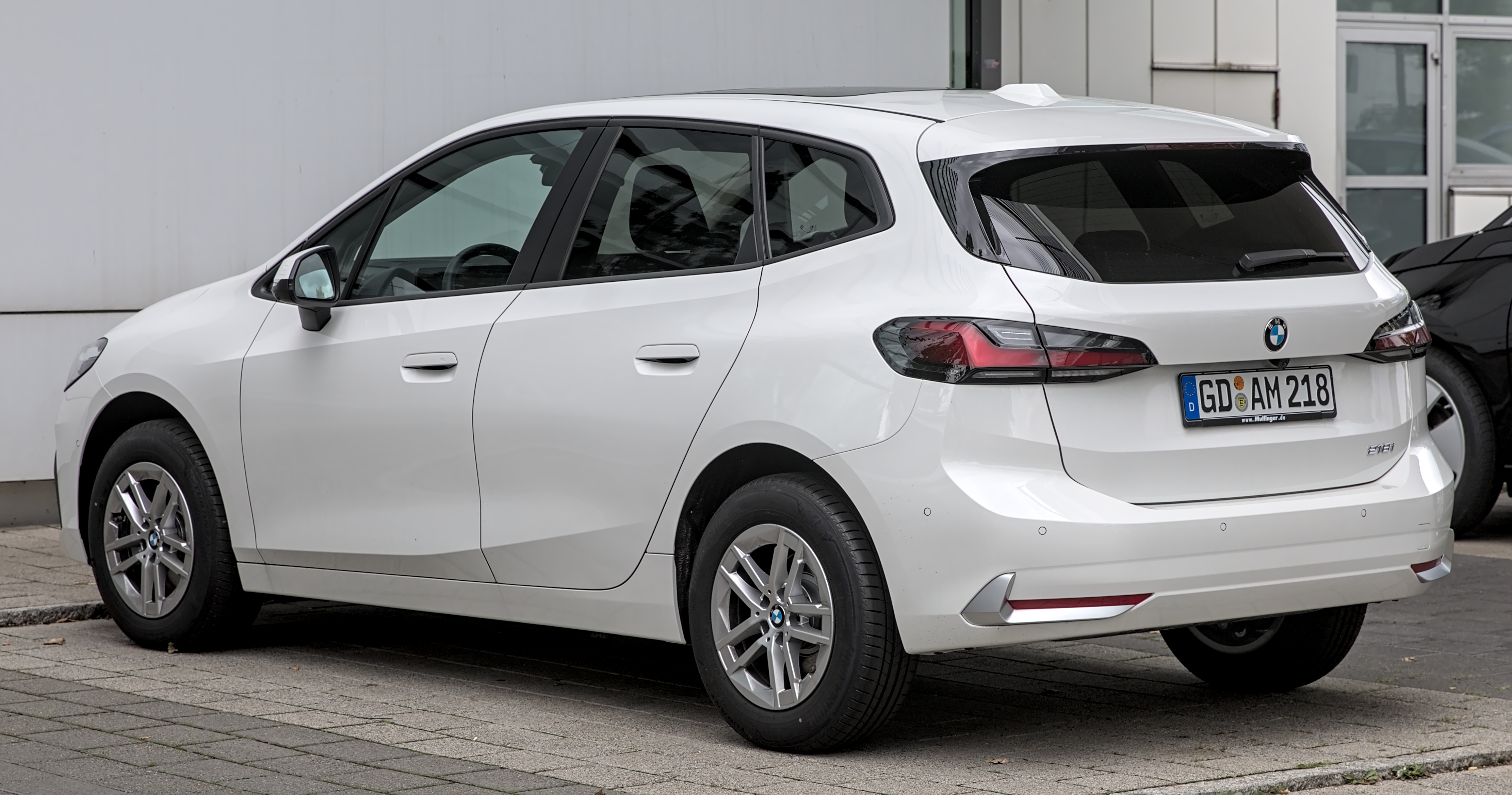
Heckansicht
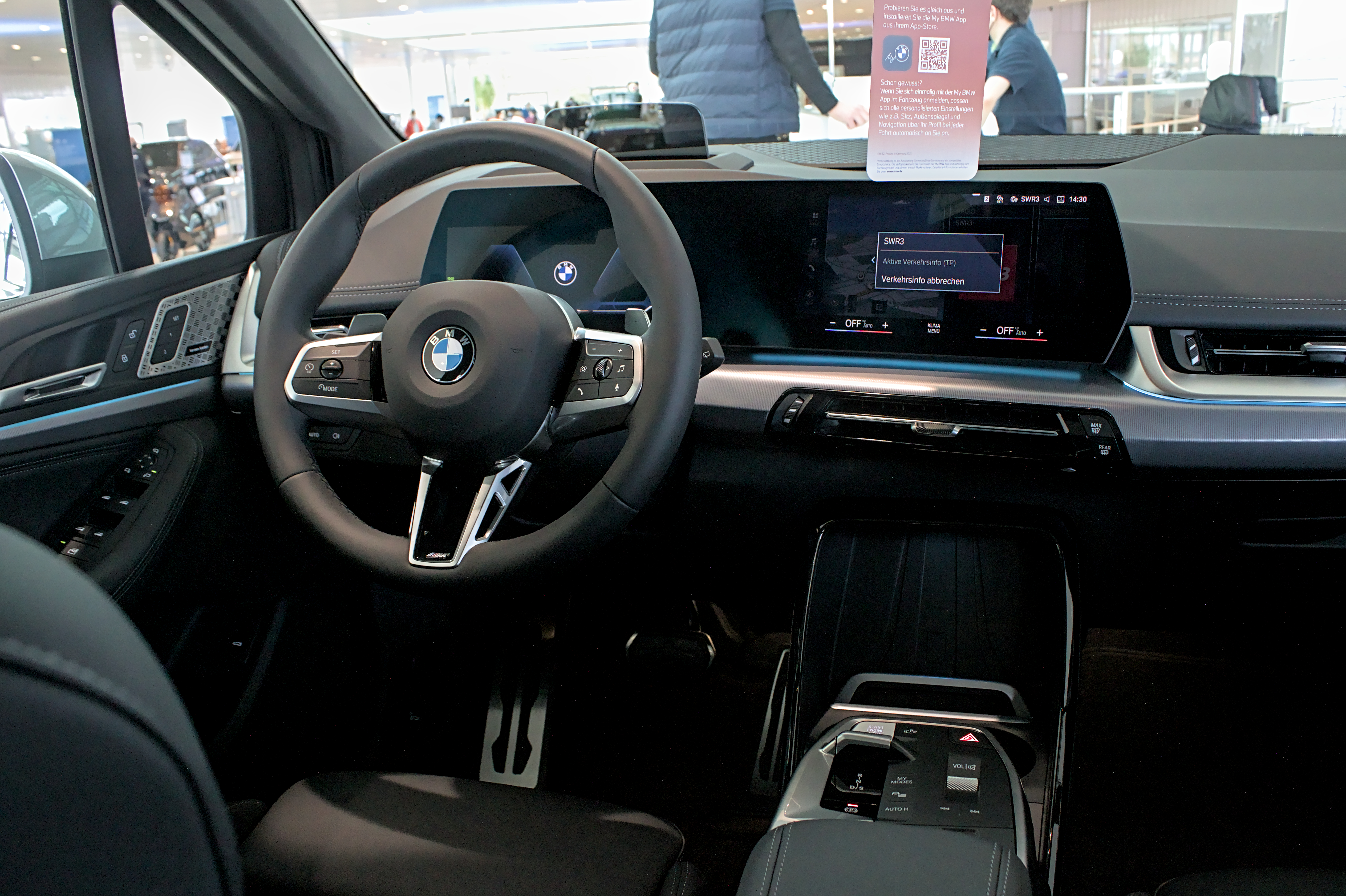
Innenansicht
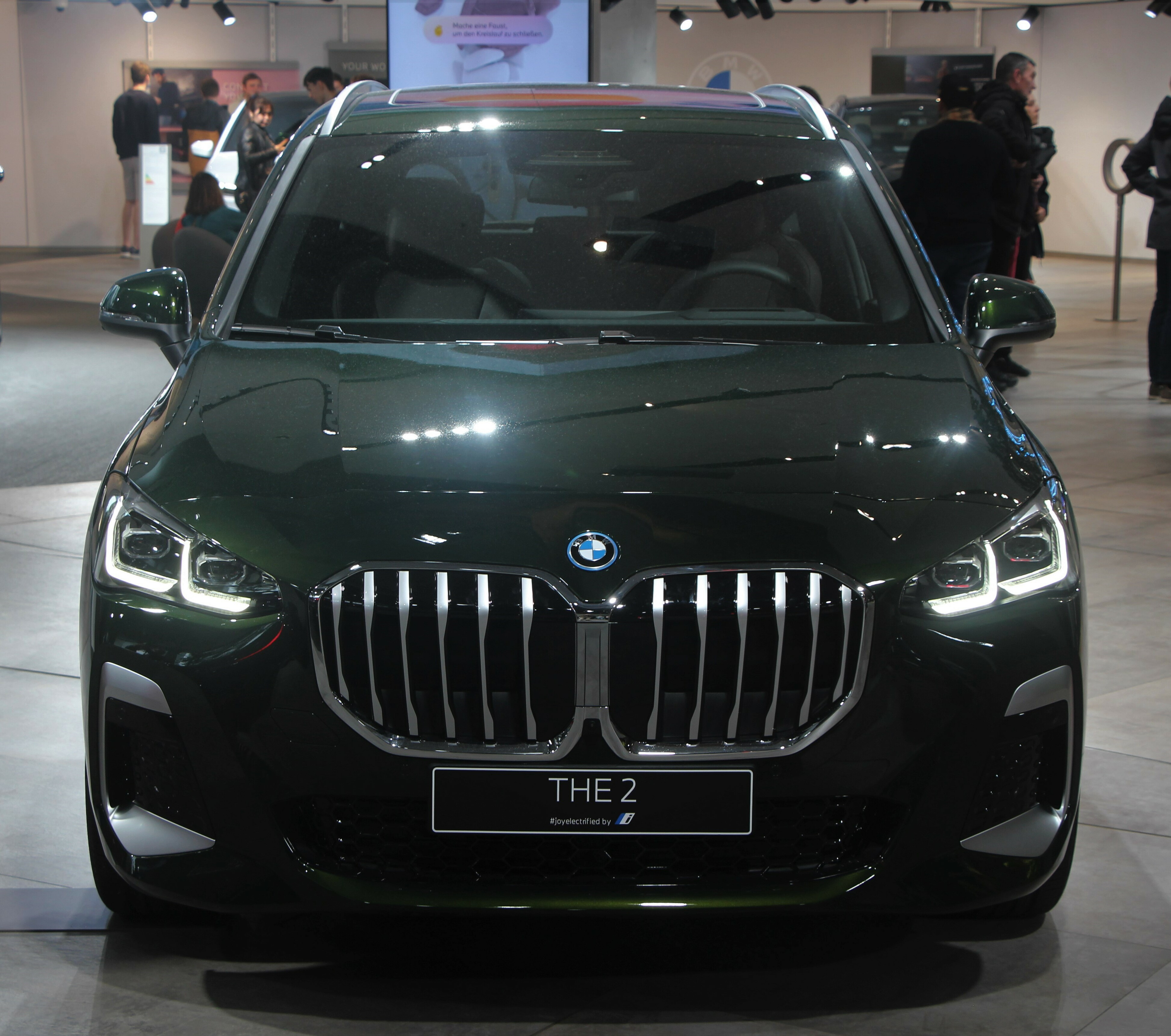
Front mit Lichtsignatur

### Innenraum
Im Innenraum findet sich das aus dem vollelektrischen BMW iX bekannte Curved Display. Es gibt keinen iDrive-Controller mehr, stattdessen erfolgt die Steuerung bis auf wenige Tasten durch Gesten und Touchscreen oder Sprache. Mit dem Operating System 8 ist unter anderem die Navigation ins Netz verlagert, was auch eine weniger leistungsstarke Hardware sowie im Falle eines Diebstahls Senden der Daten an die Polizei ermöglicht. Wie beim Vorgängermodell ist die Neigung der Fondrücklehne verstellbar und gegen Aufpreis die ganze Rückbank um 13 cm verschiebbar. Durch die Elektronikarchitektur des iX können Funktionen nach der Herstellung mit Over the Air Update eingerichtet werden (Functions on Demand). Das auf Wunsch erhältliche Head-up-Display hat aufgrund der Frontscheibenneigung ein zusätzliches Display.

## Antrieb
Mit dem 218d wird auch ein Dieselantrieb angeboten. Die Modelle 220i und 223i haben einen 48-Volt-Startergenerator mit bis zu 14 kW (19 PS) und bis zu 55 Newtonmeter zusätzlichem Drehmoment (Mild-Hybrid), dies verringert auch den Benzinverbrauch und ermöglicht ein besseres Start-Stopp-Verhalten. Zwei Plug-in-Hybrid-Versionen, 225e xDrive und 230e xDrive, deren elektrische Reichweite 80 Kilometer gemäß WLTP betragen soll, runden die Antriebsarten ab. Ihre etwa 505 % größere Batterie (Brutto 16,3 kWh, netto 14,95 kWh) ist nun im Fahrzeugboden eingebaut und kann an einer Haushaltssteckdose in weniger als acht Stunden aufgeladen werden. Die Ladeleistung wurde von 3,75 kW auf 7,45 kW erhöht, damit die Batterie an einer Wallbox in ca. 2,55 Stunden geladen werden kann. Zudem soll der Tank auf 47 Liter vergrößert werden. Alle Modelle haben ein 7-Gang-Doppelkupplungsgetriebe mit verbessertem Anfahrverhalten und erhöhtem Schaltkomfort. Außerdem wird beim Abschalten des Motors automatisch die P-Stellung aktiviert. Das Programm wurde 2022 noch um einen stärkeren Diesel 223d, die Basismotorisierung 216i und Allradantrieb für den 223i (223i xDrive) erweitert. Im Juli 2024 kam mit dem 220d ein weiterer Diesel in die Modellpalette.

## Sicherheit
Im Herbst 2022 wurde der 2er Active Tourer vom Euro NCAP auf die Fahrzeugsicherheit getestet. Er erhielt fünf von fünf möglichen Sternen.

## Technische Daten
|                                                                  | 216i                               | 216i                               | 218i                               | 218i                               | 220i                                       | 220i                                       | 223i                                       | 223i                                       | 223i xDrive                                | 223i xDrive                                | 225e xDrive                                          | 225e xDrive                                          | 230e xDrive                                          | 230e xDrive                                          | 218d                                       | 218d                                       | 220d                                       | 223d xDrive                                | 223d xDrive                                |
| ---------------------------------------------------------------- | ---------------------------------- | ---------------------------------- | ---------------------------------- | ---------------------------------- | ------------------------------------------ | ------------------------------------------ | ------------------------------------------ | ------------------------------------------ | ------------------------------------------ | ------------------------------------------ | ---------------------------------------------------- | ---------------------------------------------------- | ---------------------------------------------------- | ---------------------------------------------------- | ------------------------------------------ | ------------------------------------------ | ------------------------------------------ | ------------------------------------------ | ------------------------------------------ |
| Bauzeitraum                                                      | 11/2022–03/2024                    | seit 03/2024                       | 11/2021–03/2024                    | seit 03/2024                       | 11/2021–03/2024                            | seit 03/2024                               | 11/2021–03/2024                            | 03/2024–01/2025                            | 03/2022–03/2024                            | seit 03/2024                               | 07/2022–03/2024                                      | seit 03/2024                                         | 07/2022–03/2024                                      | seit 03/2024                                         | 11/2021–03/2024                            | seit 03/2024                               | seit 07/2024                               | 07/2022–03/2024                            | seit 03/2024                               |
| Motortyp                                                         | B38A15P                            | B38A15P                            | B38A15P                            | B38A15P                            | B38A15P                                    | B38A15P                                    | B48A20P                                    | B48A20P                                    | B48A20P                                    | B48A20P                                    | Vorderachse: B38A15P Hinterachse: HB0002N0           | Vorderachse: B38A15P Hinterachse: HB0002N0           | Vorderachse: B38A15P Hinterachse: HB0002N0           | Vorderachse: B38A15P Hinterachse: HB0002N0           | B47C20B                                    | B47C20B                                    | B47C20B                                    | B47C20B                                    | B47C20B                                    |
| Motorart                                                         | Ottomotor                          | Ottomotor                          | Ottomotor                          | Ottomotor                          | Ottomotor als Mild-Hybrid                  | Ottomotor als Mild-Hybrid                  | Ottomotor als Mild-Hybrid                  | Ottomotor als Mild-Hybrid                  | Ottomotor als Mild-Hybrid                  | Ottomotor als Mild-Hybrid                  | Ottomotor + Elektromotor                             | Ottomotor + Elektromotor                             | Ottomotor + Elektromotor                             | Ottomotor + Elektromotor                             | Dieselmotor                                | Dieselmotor                                | Dieselmotor als Mild-Hybrid                | Dieselmotor als Mild-Hybrid                | Dieselmotor als Mild-Hybrid                |
| Motorbauart                                                      | Dreizylinder-Motor in Reihenbauart | Dreizylinder-Motor in Reihenbauart | Dreizylinder-Motor in Reihenbauart | Dreizylinder-Motor in Reihenbauart | Dreizylinder-Motor in Reihenbauart         | Dreizylinder-Motor in Reihenbauart         | Vierzylinder-Motor in Reihenbauart         | Vierzylinder-Motor in Reihenbauart         | Vierzylinder-Motor in Reihenbauart         | Vierzylinder-Motor in Reihenbauart         | Dreizylinder-Motor + Elektromotor                    | Dreizylinder-Motor + Elektromotor                    | Dreizylinder-Motor + Elektromotor                    | Dreizylinder-Motor + Elektromotor                    | Vierzylinder-Motor in Reihenbauart         | Vierzylinder-Motor in Reihenbauart         | Vierzylinder-Motor in Reihenbauart         | Vierzylinder-Motor in Reihenbauart         | Vierzylinder-Motor in Reihenbauart         |
| Ventile                                                          | 12                                 | 12                                 | 12                                 | 12                                 | 12                                         | 12                                         | 16                                         | 16                                         | 16                                         | 16                                         | 12                                                   | 12                                                   | 12                                                   | 12                                                   | 16                                         | 16                                         | 16                                         | 16                                         | 16                                         |
| Motoraufladung                                                   | Mono-Scroll-Turbolader             | Mono-Scroll-Turbolader             | Mono-Scroll-Turbolader             | Mono-Scroll-Turbolader             | Mono-Scroll-Turbolader                     | Mono-Scroll-Turbolader                     | Twin-Scroll-Turbolader                     | Twin-Scroll-Turbolader                     | Twin-Scroll-Turbolader                     | Twin-Scroll-Turbolader                     | Mono-Scroll-Turbolader                               | Mono-Scroll-Turbolader                               | Mono-Scroll-Turbolader                               | Mono-Scroll-Turbolader                               | Turbolader mit variabler Turbinengeometrie | Turbolader mit variabler Turbinengeometrie | Turbolader mit variabler Turbinengeometrie | Turbolader mit variabler Turbinengeometrie | Turbolader mit variabler Turbinengeometrie |
| Hubraum                                                          | 1499 cm³                           | 1499 cm³                           | 1499 cm³                           | 1499 cm³                           | 1499 cm³                                   | 1499 cm³                                   | 1998 cm³                                   | 1998 cm³                                   | 1998 cm³                                   | 1998 cm³                                   | 1499 cm³                                             | 1499 cm³                                             | 1499 cm³                                             | 1499 cm³                                             | 1995 cm³                                   | 1995 cm³                                   | 1995 cm³                                   | 1995 cm³                                   | 1995 cm³                                   |
| Bohrung × Hub                                                    | 82 mm × 94,6 mm                    | 82 mm × 94,6 mm                    | 82 mm × 94,6 mm                    | 82 mm × 94,6 mm                    | 82 mm × 94,6 mm                            | 82 mm × 94,6 mm                            | 82 mm × 94,6 mm                            | 82 mm × 94,6 mm                            | 82 mm × 94,6 mm                            | 82 mm × 94,6 mm                            | 82 mm × 94,6 mm                                      | 82 mm × 94,6 mm                                      | 82 mm × 94,6 mm                                      | 82 mm × 94,6 mm                                      | 84 mm × 90 mm                              | 84 mm × 90 mm                              | 84 mm × 90 mm                              | 84 mm × 90 mm                              | 84 mm × 90 mm                              |
| Verdichtungsverhältnis                                           | 11,1:1                             | 11,1:1                             | 11,1:1                             | 11,1:1                             | 11,1:1                                     | 11,1:1                                     | 11,1:1                                     | 11,1:1                                     | 11,1:1                                     | 11,1:1                                     | 11,1:1                                               | 11,1:1                                               | 11,1:1                                               | 11,1:1                                               | 16,5:1                                     | 16,5:1                                     | 16,5:1                                     | 16,5:1                                     | 16,5:1                                     |
| max. Leistung bei min−1                                          | 90 kW (122 PS)/ 3900–6500          | 90 kW (122 PS)/ 3900–6500          | 100 kW (136 PS)/ 4400–6500         | 100 kW (136 PS)/ 4400–6500         | 115 kW (156 PS)/ 4700–6500 + 14 kW (19 PS) | 115 kW (156 PS)/ 4700–6500 + 14 kW (19 PS) | 150 kW (204 PS)/ 5000–6500 + 14 kW (19 PS) | 150 kW (204 PS)/ 5000–6500 + 14 kW (19 PS) | 150 kW (204 PS)/ 5000–6500 + 14 kW (19 PS) | 150 kW (204 PS)/ 5000–6500 + 14 kW (19 PS) | 100 kW (136 PS)/ 4400–6500 + 80 kW (109 PS)          | 100 kW (136 PS)/ 4400–6500 + 80 kW (109 PS)          | 110 kW (150 PS)/ 4700–6500 + 130 kW (177 PS)         | 110 kW (150 PS)/ 4700–6500 + 130 kW (177 PS)         | 110 kW (150 PS)/ 3750–4000                 | 110 kW (150 PS)/ 3750–4000                 | 110 kW (150 PS)/ 3750–4000 + 14 kW (19 PS) | 145 kW (197 PS)/ 4000 + 14 kW (19 PS)      | 145 kW (197 PS)/ 4000 + 15 kW (20 PS)      |
| Dauerleistung (30 min) Elektromotor                              |                                    |                                    |                                    |                                    |                                            |                                            |                                            |                                            |                                            |                                            | 60 kW (82 PS)                                        | 60 kW (82 PS)                                        | 60 kW (82 PS)                                        | 60 kW (82 PS)                                        |                                            |                                            |                                            |                                            |                                            |
| Systemleistung                                                   | –                                  | –                                  | –                                  | –                                  | 125 kW (170 PS)                            | 125 kW (170 PS)                            | 160 kW (218 PS)                            | 160 kW (218 PS)                            | 160 kW (218 PS)                            | 160 kW (218 PS)                            | 180 kW (245 PS)                                      | 180 kW (245 PS)                                      | 240 kW (326 PS)                                      | 240 kW (326 PS)                                      | –                                          | –                                          | 120 kW (163 PS)                            | 155 kW (211 PS)                            | 155 kW (211 PS)                            |
| max. Drehmoment bei min−1                                        | 230 Nm/1500–3600                   | 230 Nm/1500–3600                   | 230 Nm/1500–4000                   | 230 Nm/1500–4000                   | 240 Nm/1500–4400 + 55 Nm                   | 240 Nm/1500–4400 + 55 Nm                   | 320 Nm/1500–4000 + 55 Nm                   | 320 Nm/1500–4000 + 55 Nm                   | 320 Nm/1500–4000 + 55 Nm                   | 320 Nm/1500–4000 + 55 Nm                   | 230 Nm/1500–4000+ 247 Nm                             | 230 Nm/1500–4000+ 247 Nm                             | 230 Nm/1500–4400+ 247 Nm                             | 230 Nm/1500–4400+ 247 Nm                             | 360 Nm/1500–2500                           | 360 Nm/1500–2500                           | 360 Nm/1500–2500 + 55 Nm                   | 400 Nm/1750–2750 + 55 Nm                   | 400 Nm/1500–2500 + 55 Nm                   |
| Systemdrehmoment                                                 | –                                  | –                                  | –                                  | –                                  | 280 Nm                                     | 280 Nm                                     | 360 Nm                                     | 360 Nm                                     | 360 Nm                                     | 360 Nm                                     | 477 Nm                                               | 477 Nm                                               | 477 Nm                                               | 477 Nm                                               | –                                          | –                                          | –                                          | –                                          | –                                          |
| Antriebsart                                                      | Vorderradantrieb                   | Vorderradantrieb                   | Vorderradantrieb                   | Vorderradantrieb                   | Vorderradantrieb                           | Vorderradantrieb                           | Vorderradantrieb                           | Vorderradantrieb                           | Allradantrieb                              | Allradantrieb                              | Allradantrieb                                        | Allradantrieb                                        | Allradantrieb                                        | Allradantrieb                                        | Vorderradantrieb                           | Vorderradantrieb                           | Vorderradantrieb                           | Allradantrieb                              | Allradantrieb                              |
| Getriebe                                                         | 7-Gang-Doppelkupplungsgetriebe     | 7-Gang-Doppelkupplungsgetriebe     | 7-Gang-Doppelkupplungsgetriebe     | 7-Gang-Doppelkupplungsgetriebe     | 7-Gang-Doppelkupplungsgetriebe             | 7-Gang-Doppelkupplungsgetriebe             | 7-Gang-Doppelkupplungsgetriebe             | 7-Gang-Doppelkupplungsgetriebe             | 7-Gang-Doppelkupplungsgetriebe             | 7-Gang-Doppelkupplungsgetriebe             | 7-Gang-Doppelkupplungsgetriebe                       | 7-Gang-Doppelkupplungsgetriebe                       | 7-Gang-Doppelkupplungsgetriebe                       | 7-Gang-Doppelkupplungsgetriebe                       | 7-Gang-Doppelkupplungsgetriebe             | 7-Gang-Doppelkupplungsgetriebe             | 7-Gang-Doppelkupplungsgetriebe             | 7-Gang-Doppelkupplungsgetriebe             | 7-Gang-Doppelkupplungsgetriebe             |
| Beschleunigung 0–100 km/h                                        | 10,3 s                             | 10,3 s                             | 9,0 s                              | 9,0 s                              | 8,1 s                                      | 8,1 s                                      | 7,0 s                                      | 7,0 s                                      | 6,9 s                                      | 6,9 s                                      | 7,0 s                                                | 6,7 s                                                | 5,5 s                                                | 5,5 s                                                | 8,8 s                                      | 8,8 s                                      | 8,3 s                                      | 7,3 s                                      | 7,3 s                                      |
| Höchstgeschwindigkeit                                            | 206 km/h                           | 206 km/h                           | 214 km/h                           | 214 km/h                           | 221 km/h                                   | 221 km/h                                   | 241 km/h                                   | 241 km/h                                   | 238 km/h                                   | 238 km/h                                   | 195 km/h                                             | 195 km/h                                             | 205 km/h                                             | 205 km/h                                             | 220 km/h                                   | 220 km/h                                   | 220 km/h                                   | 233 km/h                                   | 233 km/h                                   |
| Leergewicht (nach EU)                                            | 1545 kg                            | 1545 kg                            | 1545 kg                            | 1545 kg                            | 1595 kg                                    | 1595 kg                                    | 1620 kg                                    | 1620 kg                                    | 1690 kg                                    | 1690 kg                                    | 1900 kg                                              | 1900 kg                                              | 1920 kg                                              | 1920 kg                                              | 1620 kg                                    | 1620 kg                                    | 1640 kg                                    | 1730 kg                                    | 1730 kg                                    |
| Kraftstoffverbrauch auf 100 km (kombiniert, nach EWG-Richtlinie) | 6,2–6,7 l Super                    | 6,7 l Super                        | 6,2–6,8 l Super                    | 6,7 l Super                        | 5,9–6,5 l Super                            | 6,2 l Super                                | 6,0–6,6 l Super                            | 6,4 l Super                                | 6,6–7,1 l Super                            | 6,6 l Super                                | 0,6–0,8 l Super                                      | 0,9 l Sper                                           | 0,6–0,8 l Super                                      | 0,9 l Super                                          | 4,8–5,3 l Diesel                           | 5,2 l Diesel                               | 4,5–4,9 l Diesel                           | 4,6–5,1 l Diesel                           | 5,1 l Diesel                               |
| CO2-Emission, kombiniert                                         | 140–152 g/km                       | 152 g/km                           | 140–154 g/km                       | 152 g/km                           | 133–148 g/km                               | 140 g/km                                   | 137–149 g/km                               | 144 g/km                                   | 148–161 g/km                               | 150 g/km                                   | 14–19 g/km                                           | 21 g/km                                              | 14–18 g/km                                           | 21 g/km                                              | 125–138 g/km                               | 137 g/km                                   | 117–128 g/km                               | 121–133 g/km                               | 133 g/km                                   |
| Akku-Kapazität                                                   | –                                  | –                                  | –                                  | –                                  | 0,9 kWh                                    | 0,9 kWh                                    | 0,9 kWh                                    | 0,9 kWh                                    | 0,9 kWh                                    | 0,9 kWh                                    | 14,2 kWh (netto) 16,3 kWh (brutto)                   | 14,2 kWh (netto) 16,3 kWh (brutto)                   | 14,2 kWh (netto) 16,3 kWh (brutto)                   | 14,2 kWh (netto) 16,3 kWh (brutto)                   | –                                          | –                                          | 0,9 kWh                                    | 0,9 kWh                                    | 0,9 kWh                                    |
| Ladedauer AC, 0–100 %                                            | –                                  | –                                  | –                                  | –                                  | –                                          | –                                          | –                                          | –                                          | –                                          | –                                          | 2 h 30 min (1-phasig, 7,4 kW) 8 h (1-phasig, 2,3 kW) | 2 h 30 min (1-phasig, 7,4 kW) 8 h (1-phasig, 2,3 kW) | 2 h 30 min (1-phasig, 7,4 kW) 8 h (1-phasig, 2,3 kW) | 2 h 30 min (1-phasig, 7,4 kW) 8 h (1-phasig, 2,3 kW) | –                                          | –                                          | –                                          | –                                          | –                                          |
| El. Reichweite (WLTP)                                            | –                                  | –                                  | –                                  | –                                  |                                            |                                            |                                            |                                            |                                            |                                            | 92–93 km                                             | 83–88 km                                             | 92–93 km                                             | 83–88 km                                             | –                                          | –                                          |                                            |                                            |                                            |
| Abgasnorm nach EU-Klassifikation                                 | Euro 6d                            | Euro 6e                            | Euro 6d                            | Euro 6e                            | Euro 6d                                    | Euro 6e                                    | Euro 6d                                    | Euro 6e                                    | Euro 6d                                    | Euro 6e                                    | Euro 6d                                              | Euro 6e                                              | Euro 6d                                              | Euro 6e                                              | Euro 6d                                    | Euro 6e                                    | Euro 6e                                    | Euro 6d                                    | Euro 6e                                    |